# Daniel Jaramillo Diez
Daniel Alexander Jaramillo Diez (Jardín, Departament d'Antioquia, 15 de gener de 1991) és un ciclista colombià. Professional des del 2011, actualment milita a l'equip UnitedHealthcare.

## Palmarès
- 2011
  - 1r a la Volta a Colòmbia sub-23 i vencedor d'una etapa
- 2013
  - Vencedor d'una etapa a la Volta a Colòmbia sub-23
- 2014
  - Vencedor de 2 etapes al Tour de Gila
- 2016
  - Vencedor d'una etapa al Tour de Gila
  - Vencedor d'una etapa a la Volta al Japó
- 2017
  - 1r a la Volta a Hongria i vencedor d'una etapa